# Bill Murray
William James "Bill" Murray (Evanston, 21 de setembro de 1950) é um ator e humorista americano. Tornou-se conhecido por integrar o elenco do programa de televisão Saturday Night Live, eventualmente estrelando diversos filmes aclamados pela crítica e o público, como Caddyshack (1980), Ghostbusters (1984) e Groundhog Day (1993). Seu trabalho continuou sendo reconhecido mais tarde com Lost in Translation (2003), pelo qual recebeu uma indicação ao Oscar, e uma série de filmes dirigidos por Wes Anderson, como Rushmore (1998), The Life Aquatic with Steve Zissou (2004) e Fantastic Mr. Fox (2009).

## Biografia

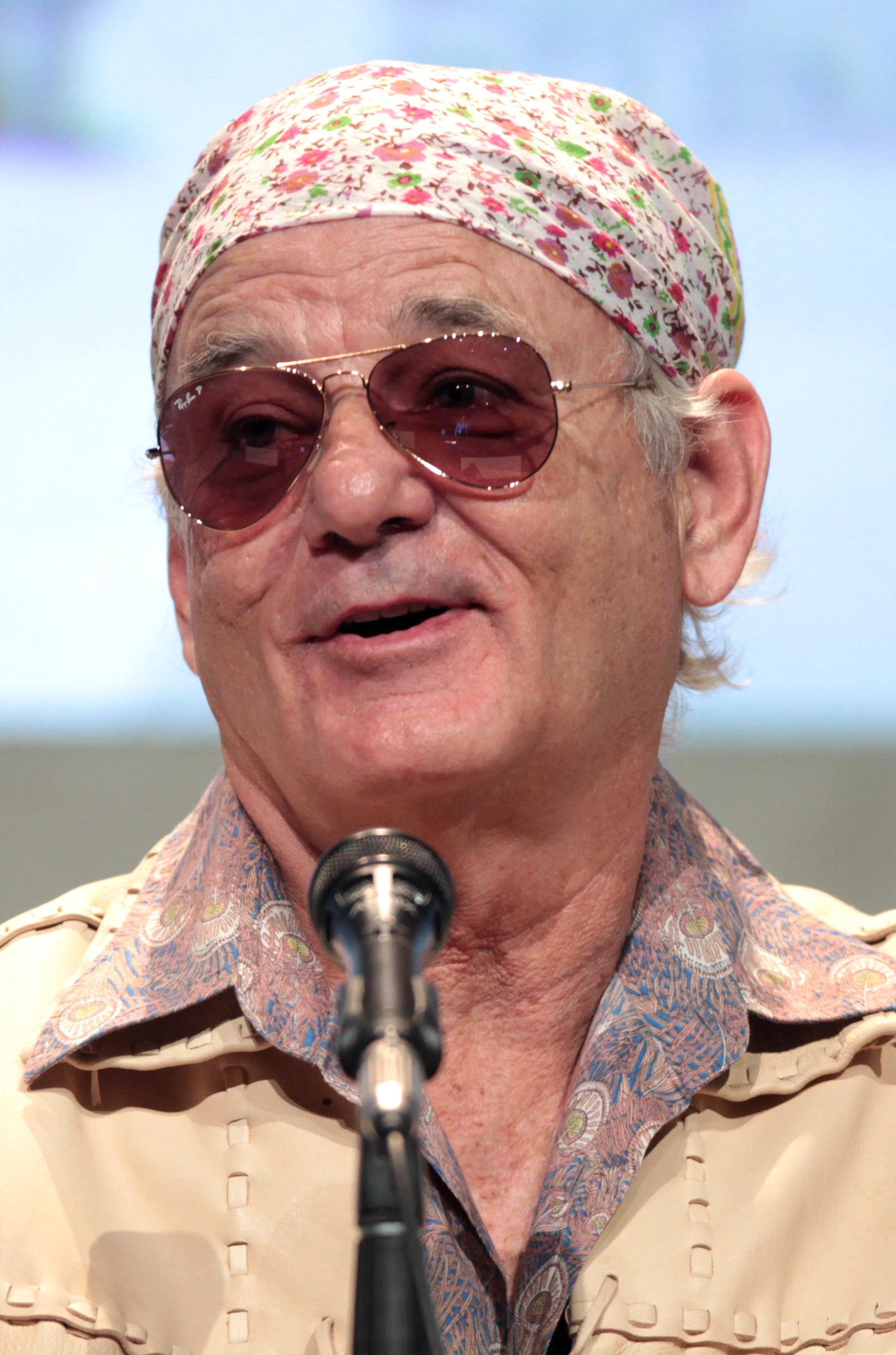
Bill Murray na Comic Con, falando sobre o filme Rock The Kasbah. Foto de 2015

Seus pais eram de classe pobre e tiveram nove filhos. Para poder pagar o colégio, a maioria dos irmãos trabalhou como caddies em um clube de golfe. No colégio, Murray se iniciou na interpretação teatral. Posteriormente, ele se inscreveu na Universidade de Denver, mas pouco tempo depois foi expulso por porte de maconha.

## Carreira
Murray decidiu, então, tentar a sorte no rádio. Ele apresentou um programa que não teve sucesso, sendo retirado do ar poucos meses depois, mas participou da continuação de outro que foi emitido por mais tempo. Em 1977, depois de trabalhar em uma companhia de teatro de Chicago, Murray foi contratado por um programa ao vivo de televisão muito popular, o Saturday Night Live, e teve seu início cinematográfico em 1979 no filme canadense Meatballs (br: Almôndegas), de Ivan Reitman, no qual Murray faz o papel de um monitor em um acampamento de verão para jovens. Ele estrelou vários outros filmes, até que em 1984 teve seu grande sucesso de bilheteria com Ghostbusters (br: Os Caça-Fantasmas), também dirigido por Ivan Reitman, com o qual Murray teve uma ótima sintonia, o que resultou em vários trabalhos em parceria.
A partir de então, Murray tornou-se um ator consagrado, principalmente no gênero cômico. Não obstante, teve o desejo de interpretar também personagens mais sérios, e o fez em algumas ocasiões, como no filme Mad Dog and Glory (br: Uma Mulher para Dois), de 1993, com Robert De Niro e Uma Thurman. No mesmo ano estrelou Feitiço do Tempo, com Andie MacDowell, outro de seus grandes sucessos. Pelo seu papel como protagonista em Lost in Translation (br: Encontros e Desencontros), de Sofia Coppola, ganhou o Globo de Ouro em 2004 como melhor ator (filme de comédia ou musical).

## Vida pessoal
Murray se casou duas vezes. A primeira em 1981, com o matrimônio durando três anos. Em 1997, Murray se casou pela segunda vez. Tem dois filhos de sua primeira esposa e quatro filhos da segunda.

## Filmografia

### Cinema
| Ano  | Filme                                                          | Papel                        | Nota(s) |
| ---- | -------------------------------------------------------------- | ---------------------------- | --- |
| 1975 | Tarzoon: Shame of the Jungle                                   | Repórter                     | voz: versão em inglês |
| 1976 | Next Stop, Greenwich Village                                   | Nick Kessel                  | (não-creditado) |
| 1978 | All You Need Is Cash                                           | "Bill Murray the K"          | Paródia do radialista Murray the K |
| 1979 | Meatballs                                                      | Tripper Harrison             | Indicado ao Genie Award de melhor ator estrangeiro |
| 1979 | Mr. Mike's Mondo Video                                         | Homem na rua                 | |
| 1980 | Where the Buffalo Roam                                         | Dr. Hunter S. Thompson       | |
| 1980 | Le chaînon manquant                                            | Dragão                       | Voz (versão em inglês) |
| 1980 | Caddyshack                                                     | Carl Spackler                | |
| 1980 | Loose Shoes                                                    | Lefty Schwartz               | |
| 1981 | Stripes                                                        | John Winger                  | |
| 1982 | Tootsie                                                        | Jeff Slater                  | |
| 1984 | Ghostbusters                                                   | Dr. Peter Venkman            | Indicado ao Prêmio Globo de Ouro na categoria melhor ator de comédia |
| 1984 | Nothing Lasts Forever                                          | Motorista de ônibus          | |
| 1984 | The Razor's Edge (1984)                                        | Larry Darrell                | |
| 1986 | Little Shop of Horrors                                         | Arthur Denton                | |
| 1988 | She's Having a Baby                                            | ele mesmo                    | Participação especial |
| 1988 | Scrooged                                                       | Francis Xavier "Frank" Cross | Indicado ao Saturn Award na categoria de melhor ator |
| 1989 | Ghostbusters II                                                | Dr. Peter Venkman            | |
| 1990 | Quick Change                                                   | Grimm                        | Creditado também como co-diretor |
| 1991 | What About Bob?                                                | Bob Wiley                    | Indicado ao MTV Movie Award na categoria de melhor ator de comédia |
| 1993 | Groundhog Day                                                  | Phil Connors                 | Indicado ao Saturn Award na categoria de melhor ator Indicado ao MTV Movie Award na categoria de melhor ator de comédia |
| 1993 | Mad Dog and Glory                                              | Frank Milo                   | |
| 1994 | Ed Wood                                                        | Bunny Breckinridge           | |
| 1996 | Kingpin                                                        | Ernie McCracken              | |
| 1996 | Larger than Life                                               | Jack Corcoran                | |
| 1996 | Space Jam                                                      | ele mesmo                    | |
| 1997 | The Man Who Knew Too Little                                    | Wallace Ritchie              | |
| 1998 | Wild Things                                                    | Kenneth Bowden               | Venceu o Los Angeles Film Critics Association Award na categoria de melhor ator coadjuvante |
| 1998 | With Friends Like These…                                       | Maurice Melnick              | |
| 1998 | Rushmore                                                       | Herman Blume                 | Vencedor dos prêmios American Comedy Awards, Independent Spirit Award, Los Angeles Film Critics Association Award, National Society of Film Critics Award, New York Film Critics Circle Award, Satellite Award e Lone Star Film & Television Award na categoria "Melhor Ator Coadjuvante" Indicado aos prêmios Chicago Film Critics Association Award, Chlotrudis Award e Prêmio Globo de Ouro na categoria de melhor ator coadjuvante |
| 1999 | Cradle Will Rock                                               | Tommy Crickshaw              | Indicado aos prêmios Chlotrudis Award e Satellite Award na categoria de melhor ator coadjuvante |
| 1999 | "Scout's Honor"                                                | Jack Vardell                 | curta-metragem |
| 2000 | Hamlet                                                         | Polonius                     | |
| 2000 | Michael Jordan to the Max                                      |                              | documentário |
| 2000 | Charlie's Angels                                               | John Bosley                  | |
| 2001 | Speaking of Sex                                                |                              | |
| 2001 | Osmosis Jones                                                  | Frank                        | |
| 2001 | The Royal Tenenbaums                                           | Raleigh St. Clair            | Indicado ao Phoenix Film Critics Society Award na categoria de melhor elenco |
| 2003 | Lost in Translation                                            | Bob Harris                   | Vencedor dos prêmios BAFTA na categoria de melhor ator coadjuvante, Boston Society of Film Critics Award, Chicago Film Critics Association Award, Prêmios Globo de Ouro, Independent Spirit Award, National Society of Film Critics Award, New York Film Critics Circle Award, Online Film Critics Society Award, San Francisco Film Critics Circle Award, Satellite Award, Seattle Film Critics Association Awards, Southeastern Film Critics Association Award, Toronto Film Critics Association Award e Washington D.C. Area Film Critics Association na categoria "Melhor Ator" Indicado ao Oscar, Broadcast Film Critics Association Award, Chlotrudis Award, Irish Film and Television Awards, London Film Critics Circle Award, MTV Movie Award, Phoenix Film Critics Society Award e Screen Actors Guild Award na categoria de melhor ator |
| 2003 | Coffee and Cigarettes                                          | ele mesmo / Garçom           | (segmento "Delirium") |
| 2004 | This Old Cub                                                   |                              | documentário |
| 2004 | Garfield: The Movie                                            | Garfield                     | voz |
| 2004 | The Life Aquatic with Steve Zissou                             | Steve Zissou                 | Indicado ao prêmio Broadcast Film Critics Association Award na categoria de melhor elenco e ao Satellite Award na categoria de melhor ator |
| 2005 | Broken Flowers                                                 | Don Johnston                 | Indicado ao prêmio Satellite Award na categoria de melhor ator de comédia |
| 2005 | The Lost City                                                  | The Comedian                 | |
| 2006 | Garfield: A Tail of Two Kitties                                | Garfield                     | Voz |
| 2007 | The Darjeeling Limited                                         | The Businessman              | Participação especial |
| 2008 | Eric Clapton: Crossroads Guitars Festival 2007                 | ele mesmo                    | Participação especial |
| 2008 | Get Smart                                                      | Agente 13                    | |
| 2008 | City of Ember                                                  | Mayor Cole                   | |
| 2009 | The Limits of Control                                          | American                     | |
| 2009 | Fantastic Mr. Fox                                              | Clive Badger                 | Voz |
| 2009 | Get Low                                                        | Frank Quinn                  | |
| 2009 | Zombieland                                                     | ele mesmo                    | Participação especial |
| 2010 | O Anjo do Desejo                                               | Happy Shannon                | |
| 2012 | Um Final de Semana em Hyde Park                                | Franklin Roosevelt           | |
| 2012 | Moonrise Kingdom                                               | Sr. Bishop                   | |
| 2013 | The Grand Budapest Hotel                                       | Mr. Ivan                     | |
| 2013 | As Loucuras de Charlie                                         | Saul                         | |
| 2014 | Um Santo Vizinho                                               | Vincent                      | |
| 2014 | Debi & Lóide 2                                                 | Ice Pick                     | |
| 2014 | Caçadores de Obras-Primas                                      | Richard Campbell             | |
| 2015 | Sob o Mesmo Céu                                                | Carson Welch                 | |
| 2015 | Rock the Kasbah                                                | Richie Lanz                  | |
| 2015 | Live From New York!                                            | ele mesmo                    | |
| 2015 | Drunk Stoned Brilliant Dead: The Story Of The National Lampoon | ele mesmo                    | |
| 2015 | A Very Murray Christmas                                        | ele mesmo                    | *Produção Original Netflix |
| 2016 | The Jungle Book                                                | Baloo                        | voz: versão em inglês |
| 2016 | Ghostbusters                                                   | Martin Heiss                 | |
| 2018 | Isle of Dogs                                                   | Chefe                        | voz: versão em inglês |
| 2019 | Zombieland: Double Tap                                         | Ele mesmo                    | Participação especial |
| 2020 | On the Rocks                                                   | Felix Keane                  | |
| 2021 | Space Jam: A New Legacy                                        | Ele Mesmo                    | Participação especial nos créditos finais |
| 2021 | Ghostbusters: Afterlife                                        | Dr. Peter Venkman            | Participação especial |

### Jogos de vídeo
| Ano  | Título                       | Personagem        |
| ---- | ---------------------------- | ----------------- |
| 2009 | Ghostbusters: The Video Game | Dr. Peter Venkman |
| 2015 | LEGO Dimensions              | Dr Peter Venkman  |

### Televisão
| Ano       | Programa               | Papel                  | Observações                                                       |
| --------- | ---------------------- | ---------------------- | ----------------------------------------------------------------- |
| 1977-1980 | Saturday Night Live    | Vários                 | Fez mais algumas participações nos anos: 1981,1987,1993.1999,2015 |
| 1982      | Second City Television | Vários                 |                                                                   |
| 1983      | Square Pegs            | Mr. McNulty            | Ep.18/Temporada 2                                                 |
| 2013-2014 | Alpha House            | Senador Vernon Smits   | Ep.01/Temporada 1 e Ep.01/Temporada 2                             |
| 2014      | Olive Kitteridge       | Jack                   | Minissérie                                                        |
| 2014      | The Big Bang Theory    | Dr. Peter Venkman      | Ep.5/Temporada 8                                                  |
| 2015      | Parks and Recreation   | Mayor Walter Gunderson | Ep.11/Temporada 7                                                 |
| 2016      | Angie Tribeca          | Vic Deakins            | Ep. 7/Temporada 1                                                 |
| 2016      | Vice Principals        |                        | Temporada 1                                                       |

## Prêmios e indicações

#### Oscar
| Ano  | Categoria   | Título              | Resultado |
| ---- | ----------- | ------------------- | --------- |
| 2003 | Melhor ator | Lost in Translation | Indicado  |

#### Globo de Ouro
| Ano  | Categoria                              | Título              | Resultado |
| ---- | -------------------------------------- | ------------------- | --------- |
| 1984 | Melhor Ator - Filme Musical ou Comédia | Ghostbusters        | Indicado  |
| 1999 | Melhor ator coadjuvante de cinema      | Rushmore            | Indicado  |
| 2004 | Melhor Ator - Filme Musical ou Comédia | Lost in Translation | Venceu    |
| 2013 | Melhor Ator - Filme Musical ou Comédia | Hyde Park on Hudson | Indicado  |
| 2015 | Melhor Ator - Filme Musical ou Comédia | St. Vincent         | Indicado  |
| 2015 | Melhor ator coadjuvante de televisão   | Olive Kitteridge    | Indicado  |

#### BAFTA
| Ano  | Categoria             | Título              | Resultado |
| ---- | --------------------- | ------------------- | --------- |
| 2004 | Melhor ator de cinema | Lost in Translation | Venceu    |